# Cristina Lasaitis
Cristina Lasaitis (n. São Paulo, 1983) é uma autora brasileira de ficção científica, considerada como pertencente à terceira onda do gênero no Brasil.

## Biografia
Biomédica de ascendência lituana, formada pela Unifesp, começou sua carreira estudando biologia molecular do câncer, mas mudou de área, passando a estudar neurociências. Tornou-se mestra pelo Departamento de Psicobiologia, pesquisando emocionalidade e preconceitos sociais.
Com contos publicados em várias coletâneas, ganhou notoriedade ao lançar Fábulas do Tempo e da Eternidade, em 2008, obra muito elogiada pela crítica brasileira, incluindo um artigo na revista Carta Capital, onde o crítico Antonio Luiz M. C. Costa escreve: Destas novas safras, começo pelo que talvez seja o melhor, o recém-publicado Fábulas do Tempo e da Eternidade (Tarja, R$ 25, 176 págs.), resenhado de maneira mais extensa na CartaCapital 509, página 63 (Volta ao Cosmo em Doze Tempos). É o primeiro livro de Cristina Lasaitis, paulista graduada em psicobiologia e especialista em medicina comportamental nascida em 1983, mas ninguém diria: não deixa nada a dever às melhores obras da ficção científica brasileira. Foi apontada pelo escritor Fábio Fernandes, num artigo como uma das promessas da ficção científica nacional.
Colaborou em vários números da revista Scarium, publicando lá diversos contos, como O Labirinto de Oníria em 2007, As Asas de Inca em 2008 (Conto Premiado no III Concurso da Scarium) e Sangria em 2009.
Em 2011 lançou, conjuntamente com Rober Pinheiro, a coletânea de contos de ficção científica e fantasia brasileira dedicada à diversidade sexual, intitulada A Fantástica Literatura Queer.
Em 2018, Lasaitis integrou a coletânea Fractais Tropicais - O Melhor da Ficção Científica Brasileira, organizada por Nelson de Oliveira e editada pelo SESI, que recebeu dois prêmios: o Prêmio Argos e o Prêmio Le Blanc.
Em 2023, Lasaitis atua como roteirista ao lado de Alexey Dodsworth na criação do romance gráfico As Confissões da Bahia em Quadrinhos, obra selecionada por edital do Instituto Sacatar.

## Obras
- Paradigmas Vol.1, (2009), Tarja Editorial
- Todas as Guerras Vol.1 - Tempos Modernos, (2009) (coletânea de 10 autores de Ficcção Ciêntifica Brasileira, com o conto: Das Cinzas), Bertrand Brasil
- Scarium 25: Especial Mulheres (com o conto: Sangria), Maio de 2009, Scarium Megazine[9]
- Edição Especial com Contos do III Concurso da Scarium (coletânea premiada de Ficcção Ciêntifica publicada pela revista Scarium com o conto: As Asas de Inca), Outubro de 2008, Scarium Megazine[10]
- Fábulas do Tempo e da Eternidade (2008)
- FC do B – Panorama 2006/2007 (coletânea de Ficcção Ciêntifica Brasileira com o conto Assassinando o Tempo), (2008), Editora Corifeu
- Scarium Edição 20 (com o conto: O Labirinto de Oníria), Agosto de 2006, Scarium Megazine[11]
- Visões de São Paulo (coletânea e em conjunto com vários autores), (2006), Tarja Editorial.
- O Auto das Normas Divinas (e das coisas que não se deve perguntar em vão), (2012), Editora Draco.
- As Confissões da Bahia em Quadrinhos, (2023), publicação independente em parceria com o escritor Alexey Dodsworth.